# Howl
Howl (lit. "Uivo", em inglês) é um poema do autor americano Allen Ginsberg, parte do livro Howl and others poems, de 1956, prefaciado por William Carlos Williams. É considerada a obra poética mais significativa daquela geração e um dos pilares da cultura da Geração Beat na literatura, juntamente com Naked Lunch (1959) de William S. Burroughs e On the road (1957) de Jack Kerouac. Tanto Howl quanto Naked lunch foram o foco da prova de obscenidade que ajudou a liberar o que poderia ser publicado nos Estados Unidos. Foi publicado pela City Light Books, como os outros poetas canônicos da Geração Beat.

## Contextualização temática
Geralmente visto como uma espécie de roteiro para compreender a cultura Beat, o poema é, no entanto, de muito maior amplitude temática.
Versando sobre a obtusidade mental dos EUA na era macartista e a consequente exclusão e marginalização de muitos artistas ou pessoas comuns que não puderam desenvolver todas as suas potencialidades como seres humanos e acabaram arrastados à loucura, ou a um beco-sem-saída na sociedade. Assim ele expõe, de fato, o sofrimento de uma geração, em um tom confessional, de acordo com a idéia de "nudez" proposta pelos autores beat. Mas também traz uma demonstração de força contra uma sociedade opressora com relação às minorias (os loucos, homossexuais, drogados, etc). No universo marginal retratado aparecem claramente os comportamentos libertários e espirituais que formariam a base da contracultura, que iria transformar em muito os padrões de comportamento no mundo inteiro.

## O ritmo e a estrutura geral
Dois elementos centrais na estruturação poética de "Howl" são a repetição de estruturas gramaticais, formando linhas muito longas, e, principalmente, o ritmo.
À semelhança do observado por Ginsberg na Bíblia com relação aos versículos, como posteriormente observado pelo poeta, linguista e tradutor das Escrituras Sagradas, Henri Meschonnic, cada linha do poema representa uma unidade rítmica ininterrupta. Significa, que cada linha deve ser lida de um só fôlego. Nas palavras de Ginsberg: "de Maneira ideal cada linha 'do Uivo' é uma unidade de respiração única. A minha respiração é longa — isto é a medida, uma inspiração física e mental do pensamento contido no estiramento de uma respiração."